# Romeo Okwara
Romeo Chidozie Okwara (geboren am 17. Juni 1995 in Lagos, Nigeria) ist ein ehemaliger US-amerikanischer American-Football-Spieler auf der Position des Defensive Ends. Er spielte College Football für die University of Notre Dame. Okwara stand in der National Football League (NFL) bei den New York Giants und den Detroit Lions unter Vertrag.

## Frühe Jahre und College
Okwara wurde in Lagos, der größten Stadt Nigerias, geboren und zog im Alter von zehn Jahren in die Vereinigten Staaten, nach Charlotte, North Carolina. In Nigeria spielte Okwara Fußball. Nach seinem Umzug in die USA begann er, die Spiele der in Charlotte ansässigen Carolina Panthers zu verfolgen, und kam dadurch zum American Football. Er besuchte die Ardrey Kell High School in Charlotte und erhielt Stipendienangebote von mehreren College-Football-Programmen. Ab 2012 ging Okwara auf die University of Notre Dame, um College Football für die Notre Dame Fighting Irish zu spielen. Bei den Fighting Irish wurde er als Freshman und als Sophomore überwiegend in den Special Teams und auch als Outside Linebacker eingesetzt. Zur Saison 2014 wechselte Okwara auf die Position des Defensive Ends und wurde zum Stammspieler. Er erzielte vier Sacks. In der Spielzeit 2015 kam er auf acht Sacks. In seinen letzten beiden Spielzeiten für Notre Dame erzielte Okwara jeweils die meisten Sacks in seinem Team.

## NFL
Okwara wurde im NFL Draft 2016 nicht ausgewählt und im Anschluss als Undrafted Free Agent von den New York Giants unter Vertrag genommen. Er konnte in der Saisonvorbereitung und der Preseason von sich überzeugen und schaffte es in den 53-Mann-Kader der Giants. Okwara wurde zunächst als Ergänzungsspieler eingesetzt und rückte durch den verletzungsbedingten Ausfall von Jason Pierre-Paul ab dem 14. Spieltag in die Stammformation auf. Ihm gelang ein Sack gegen Dak Prescott bei seinem ersten Spiel als Starter, zudem konnte er in den Play-offs einen weiteren Sack erzielen. In seiner zweiten NFL-Saison verpasste Okwara wegen einer Knieverletzung zehn Spiele.
Am 4. September 2018 entließen die Giants Okwara vor dem ersten Spieltag der Saison. Daraufhin nahmen die Detroit Lions ihn über die Waiver-Liste unter Vertrag. Bei den Lions stand er in vierzehn Spielen von Beginn an auf dem Feld, mit 7,5 Sacks führte er sein Team in dieser Statistik an. Am 1. März 2019 unterschrieb Okwara eine Vertragsverlängerung um zwei Jahre für 6,8 Millionen Dollar in Detroit. Durch die Verpflichtung von Trey Flowers kam Okwara in der Saison 2019 nur in einem Spiel als Starter zum Einsatz und erzielte 1,5 Sacks. Seine bis dahin erfolgreichste Saison spielte er im Jahr 2020, als ihm zehn Sacks gelangen.
Im März 2021 einigte Okwara sich mit den Lions auf einen Dreijahresvertrag über 39 Millionen Dollar. Am vierten Spieltag riss Okwara sich gegen die Chicago Bears im ersten Viertel die Achillessehne und fiel daher für den Rest der Saison aus. Aufgrund dieser Verletzung verpasste er auch einen Großteil der Saison 2022 und konnte erst ab dem vierzehnten Spieltag wieder spielen. In der Saison 2023 verzeichnete er als Rotationsspieler zwei Sacks. Nach der Saison gab er am 20. März 2024 sein Karriereende bekannt.

### NFL-Statistiken
| Saison                             | Saison | Spiele | Spiele      | Tackles | Tackles | Tackles | Tackles | Interceptions | Interceptions | Interceptions | Interceptions | Interceptions | Fumbles | Fumbles | Fumbles |
| Jahr                               | Team   | Spiele | als Starter | Gesamt  | Solo    | Att     | Sacks   | PD            | INT           | Yds           | Lng           | TD            | FF      | FR      | TD      |
| ---------------------------------- | ------ | ------ | ----------- | ------- | ------- | ------- | ------- | ------------- | ------------- | ------------- | ------------- | ------------- | ------- | ------- | ------- |
| 2016                               | NYG    | 16     | 4           | 25      | 12      | 13      | 1,0     | 2             | 0             | 0             | 0             | 0             | 0       | 0       | 0       |
| 2017                               | NYG    | 6      | 0           | 3       | 1       | 2       | 0,0     | 2             | 0             | 0             | 0             | 0             | 0       | 0       | 0       |
| 2018                               | DET    | 15     | 14          | 39      | 28      | 11      | 7,5     | 1             | 0             | 0             | 0             | 0             | 1       | 0       | 0       |
| 2019                               | DET    | 14     | 1           | 28      | 14      | 14      | 1,5     | 0             | 0             | 0             | 0             | 0             | 1       | 0       | 0       |
| 2020                               | DET    | 16     | 9           | 44      | 32      | 12      | 10,0    | 1             | 0             | 0             | 0             | 0             | 3       | 1       | 0       |
| 2021                               | DET    | 4      | 4           | 6       | 3       | 3       | 1,0     | 0             | 0             | 0             | 0             | 0             | 0       | 0       | 0       |
| 2022                               | DET    | 5      | 0           | 8       | 3       | 5       | 2,0     | 0             | 0             | 0             | 0             | 0             | 0       | 0       | 0       |
| 2023                               | DET    | 16     | 0           | 9       | 3       | 6       | 2,0     | 2             | 0             | 0             | 0             | 0             | 1       | 0       | 0       |
| Gesamt                             | Gesamt | 92     | 32          | 162     | 96      | 66      | 25,0    | 6             | 0             | 0             | 0             | 0             | 6       | 1       | 0       |
| Quelle: pro-football-reference.com |        |        |             |         |         |         |         |               |               |               |               |               |         |         |         |

## Persönliches
Sein Bruder Julian Okwara, der ebenso für die Notre Dame Fighting Irish aktiv war, spielte ebenfalls als Defensive End und stand zeitweise gleichzeitig mit seinem Bruder bei den Detroit Lions unter Vertrag.